# 本村賢太郎
本村 賢太郎（もとむら けんたろう、1970年〈昭和45年〉4月17日 - ）は、日本の政治家。神奈川県相模原市長（2期）。衆議院議員（3期）、神奈川県議会議員（2期）を務めた。

## 概要
東京都中野区生まれ。生後間もなく母親は本村を連れて相模原市南区相模台に移り、居酒屋を開業。母子家庭で育った。相模原市立桜台小学校、相模原市立相模台中学校、神奈川県立麻溝台高等学校、青山学院大学経済学部第二部経済学科卒業。青山学院大学在学中から伯父の参議院議員・本村和喜の秘書を務める（本村は1991年に急逝）。1995年、青山学院大学を卒業し東鉄工業に入社。1997年に同社を退職し、当時新進党に所属していた衆議院議員・藤井裕久の秘書に転じる。
2003年、神奈川県議会議員選挙に自由党公認（新進党解党後、藤井は自由党結党に参加）で相模原市選挙区から立候補し、初当選した。同年、民由合併により民主党に入党。2007年の神奈川県議選には民主党公認で立候補し、再選。同年12月、民主党が次期衆議院議員総選挙の神奈川14区公認候補に、本村を内定した。神奈川14区は2005年の第44回衆議院議員総選挙までは藤井裕久の選出選挙区であった（藤井は第44回衆議院議員総選挙で落選したが、長浜博行の参議院への鞍替えにより比例南関東ブロックで繰り上げ当選。第45回衆議院議員総選挙前に一旦は引退を表明していたが、引退を撤回して比例単独で立候補し当選）。
2009年、神奈川県議会議員を辞職し、第45回衆議院議員総選挙に神奈川14区から民主党公認で立候補。自由民主党前職の赤間二郎を破り、初当選した。
2010年、青山会（樽床伸二グループ）の結成に参加した。
2012年、第46回衆議院議員総選挙に神奈川14区から立候補するも、赤間に敗れ、比例復活もならず落選。
2014年、第47回衆議院議員総選挙に神奈川14区から立候補。小選挙区では赤間に敗れるも、比例復活で2期目の当選。
2017年9月11日、後藤祐一が民進党神奈川県連代表を辞任。9月23日、後藤の後任として神奈川県連代表に就任したが、1週間で代表を辞任し、民進党を離党した。
2017年10月の第48回衆議院議員総選挙では希望の党公認で立候補し、赤間に敗れるも比例復活し3期目の当選を果たした。2018年5月、希望の党解党に伴い無所属となり、民進党系無所属議員らで構成される院内会派「無所属の会」に合流した。
2019年1月7日、無所属の会から立憲民主党会派に移籍しない意向を示すと共に、4月7日（第19回統一地方選挙前半日程）実施予定の任期満了に伴う相模原市長選挙に立候補する意向であることが明らかとなった。
同年3月2日、2019年相模原市長選挙への立候補を正式に表明し、衆議院に議員辞職願を提出。同月7日の衆議院本会議で辞職が許可された。選挙の結果、現職の加山俊夫、自民党市議団に所属していた市議の宮崎雄一郎、自民党県議の八木大二郎らを破り初当選した。
2023年1月6日、同年4月の市長選挙に再選を目指して立候補すると表明した。4月9日の選挙では196,213票（得票率74.4％）を獲得し再選。
2024年5月22日、初期の腎臓がんと診断され、7月に手術を受けると公表した。入院中も職務代行は置かず、病室から公務に当たるとした。

## 政策・主張
- 自身の政策として以下を挙げる[18]。
  - 定数削減などの政治改革
  - 消費税の社会保障への活用
  - 脱原発と日本の成長
  - 国益最優先の外交
  - 被災地復興迅速化
- 選択的夫婦別姓制度導入にどちらかといえば賛成[19]。
- 受動喫煙防止を目的とした健康増進法改正案に反対[20]。2017年2月20日の衆議院予算委員会において、塩崎恭久厚労相に対し、「（規制強化で）商売が成り立たなくなるという懸念の声もある。サービス業への影響をどう考えているか」と質問し、「サービス業界の皆さんは生きていく上で大きな問題と捉えている。ぜひ慎重な対応をしてほしい」と主張した[21]。また同日の同委員会で、麻生太郎に対し、「麻生氏といえばウイスキー片手に葉巻をくゆらせる姿が印象的で、とてもかっこいい。受動喫煙防止対策が進んでいくとシガーバーにも影響が出ると思う」と質問した[22]。
- 2020年4月1日、LGBTなど性的少数者のカップルが婚姻に相当する関係にあると認める「パートナーシップ宣誓制度」を導入した[23]。

## 統一教会との関係
2022年7月27日の定例会見上で、霊感商法等の問題を抱え、2017～2021年にもその被害が報告されている旧統一教会について、2018年のイベントに自身が参加していたことを明らかにした。これについて「参加は軽率だったと反省している」と述べた上で、同団体から選挙応援や、寄付などの支援は受けたことがないと表明した。

## 「暴力団密接交際者」献金問題
2020年7月22日発売の週刊新潮で暴力団員と密接交際があったとされる福岡県の男性から約680万円の献金を受けていたと報じられ、本村は「取材を受けるまで、男性が暴力団と関係があるとは確認できなかった。違法性は全くないが、道義的に問題がある献金と判断した。確認が甘かった」と釈明し、全額返還すると述べた。
2020年9月29日発売のSPA!(10月6日号)で暴力団員と密接交際があったとされる男性が当時衆議院議員だった本村賢太郎氏に口利きを依頼したとされる相模原協同病院建設工事疑惑や、相模原A&A事業において懇意の業者を使うために予算を60億円から100億円に増額したという疑惑の声について報じられた。

## 人物
- 柔道初段、書道準3段を有する[4]。
- 2022年2月7日、定期的に行っている健康観察のため市外の医療機関で抗原検査をした結果、新型コロナウイルス陽性が確認された[28]。
- 2024年5月22日、ステージ1の腎臓がんと診断されたことを公表した[29]。

## 所属していた団体・議員連盟
- インクルーシブを推進する議員連盟（事務局次長）
- 民主党ワイン産業振興議員連盟（幹事）